# Liste der Bischöfe von Beverley
Die Liste der Bischöfe von Beverley stellt die bischöflichen Titelträger der Church of England, der Diözese von East Riding, in der Province of York dar. Der Titel wurde nach der Mittelstadt Beverley benannt.
| Liste der Bischöfe von Beverley | Liste der Bischöfe von Beverley | Liste der Bischöfe von Beverley | Liste der Bischöfe von Beverley |
| Von                             | Bis                             | Name                            | Anmerkungen                     |
| ------------------------------- | ------------------------------- | ------------------------------- | ------------------------------- |
| 1889                            | 1923                            | Robert Crosthwaite              |                                 |
| 1923                            | 1994                            | Abeyance                        | Abeyance                        |
| 1994                            | 2000                            | John Gaisford                   |                                 |
| 2000                            | 2012                            | Martyn Jarrett                  | vorher Bischof von Burnley      |
| 2013                            | 2022                            | Glyn Webster                    |                                 |
| 2013                            | Gegenwart                       | Stephen Race                    |                                 |